# Rewana quadricuneata
La rewana (Rewana quadricuneata) è un anfibio estinto appartenente ai temnospondili. Visse nel Triassico inferiore (circa 248 milioni di anni fa) e i suoi resti fossili sono stati ritrovati in Australia. 

## Descrizione
Questo animale è noto principalmente per uno scheletro incompleto, comprendente un cranio lungo 18 centimetri e alcune ossa delle zampe, vertebre, costole e frammenti del cinto pelvico. Si suppone che Rewana fosse lungo circa un metro. Il cranio era lungo quanto largo, e possedeva piccole orbite circolari situate sulla parte dorsale, nei pressi dei margini della parte anteriore. Rewana si differenziava dagli altri temnospondili simili dal cranio largo a causa del muso più appuntito. Un'altra caratteristica insolita era data dalle vertebre, che possedevano sei parti: un lato sinistro e uno destro dell'arco neurale, intercentri e pleurocentri. Nella maggior parte dei temnospondili le vertebre hanno un intercentro e due pleurocentri, oltre agli archi neurali. 

## Classificazione
Rewana quadricuneata è noto grazie ad alcuni fossili ritrovati nella zona The Crater, nell'Arcadia Formation del Rewan Group, nel Queensland (Australia). Rewana è considerato un rappresentante derivato dei ritidosteidi, un gruppo di anfibi temnospondili dal cranio triangolare vissuti nel Triassico. Precedentemente era stato ascritto alla famiglia Derwentiidae, tipica dell'Australia; attualmente i derwentiidi sono considerati a tutti gli effetti ritidosteidi derivati.
Un suo possibile stretto parente è Arcadia, ritrovato nella stessa formazione. 